# Francis T. Haxo
Francis Theodore Haxo (* 9. März 1921 in Grand Forks, North Dakota; † 10. Juni 2010 in La Jolla, San Diego, Kalifornien) war ein US-amerikanischer Meeresbiologe.

## Leben
Haxo war der Sohn von Henry Emile und Florence Shull Haxo, beides Einwanderer aus Frankreich. Sein Vater war Linguist und Professor für Französisch an der University of North Dakota. Sein älterer Bruder Henry Emile Haxo, jr. (1918–2008) war ein bekannter Chemiker.
1937 machte Francis Haxo seinen Abschluss an der Central High School in Grand Forks, North Dakota. Im Jahr 1941 erwarb er seinen Bachelor of Science in Biologie an der University of North Dakota.
Während des Zweiten Weltkriegs (von 1941 bis 1945) arbeitete er an der Entwicklung von Sonnenschutzmitteln zum Schutz von Militärangehörigen vor Ultraviolettstrahlung auf tropischen Kriegsschauplätzen.
Anfang der 1940er Jahre kam er als Doktorand der Biologie an die Stanford University, wo er 1947 mit der Dissertation The Carotenoid Pigments of Neurospora zum Ph.D. promoviert wurde. Neurospora ist eine Schimmelpilzgattung, bei der Haxo bedeutende Beobachtungen über die gelb-orangen Pigmente (die Carotinoide) machte. In Stanford belegte er Lehrgänge bei renommierten Wissenschaftlern wie Arthur C. Giese (1905–1994; Photobiologie), George Wells Beadle (1903–1989; Genetik), Cornelis Bernardus van Niel (1897–1985; Mikrobiologie) und László Zechmeister (1890–1972; Organische Chemie).
Bald darauf erhielt er eine Postdoc-Stelle an der Hopkins Marine Station der Stanford University bei Lawrence R. Blinks (1900–1989), wo er seine bekanntesten wissenschaftlichen Durchbrüche erzielte, die Haxo-Blinks-Sauerstoffelektrode, die häufig verwendet wird, und die Entdeckung der chromatischen Transienten, aus der das entscheidende Konzept zweier unterschiedlicher Methoden für die Photosynthese von Pflanzen hervorging.
Haxos erster Lehrauftrag war der für die Abteilung für Pflanzenphysiologie der Johns Hopkins University in Baltimore, Maryland, wo er ein neues Carotinoid, das sogenannte Peridinin, entdeckte, das in großem Umfang für die Färbung von Lebensmitteln verwendet wurde. 1952 trat Haxo in die Fakultät der Scripps Institution of Oceanography in La Jolla ein, wo er Forschungen zur Photosynthese, zu Pflanzenpigmenten und zur Physiologie von Meeresalgen betrieb. 1988 wurde er emeritiert, nahm in den 1990er und 2000er Jahren jedoch weiterhin am akademische Leben der University of California, San Diego, teil.
In Zusammenarbeit mit Colm O' hEocha und Phyllis Norris verfasste er 1955 einen Beitrag über die Antennenpigmente (sowohl über die roten Phycoerythrine als auch die blauen Phycocyanine) vieler Algen. 1959 veröffentlichte er mit David Fork einen Artikel über die akzessorischen Pigmente der Cryptomonaden in der Fachzeitschrift Nature. In Studien mit Beatrice M. Sweeney und Woody Hastings, zwei führenden Vertretern des circadianen Rhythmus, wurde der Dinoflagellat Gonyaulax polyedra (heute Lingulodinium polyedra) in seine Forschungen mit einbezogen, wobei dessen Pigmente bei der Photosynthese eine bedeutende Rolle spielen.
In den 1960er Jahren veröffentlichte Haxo, der mit vielen Algen arbeitete, über den cirkadianen Rhythmus (Sweeney und Haxo, 1961), über Pigmentproteine (O' hEocha und Haxo, 1960), über Carotine und Carotinoide (Chapman und Haxo, 1963, 1966; Mallams et al., 1967) sowie über die Pigmente in Dinoflagellaten (Jeffrey und Haxo, 1968). In den 1970er Jahren konzentrierten sich seine Forschungsaktivitäten auf die Carotinoide in vielen Algen und anderen Organismen.
Darüber hinaus begann Haxo mit der Identifizierung von Pigmenten wie verschiedenen Bacteriochlorophylle Cs (Withers und Haxo, 1975), die in grünen Nichtschwefelbakterien (Chloroflexaceae) vorkommen, sowie Cytochrom f (Mehard et al., 1975). 1978 untersuchte er in Zusammenarbeit mit Nancy Withers das funktionelle Vorhandensein und die Zusammensetzung von Lipidkügelchen in einigen Organismen.
In den 1980er Jahren setzte er seine weitreichenden Forschungen zum Verständnis der Struktur und Funktion von Carotinoiden in verschiedenen wirbellosen Meerestieren, einschließlich Muscheln und Seesternen, fort, darunter mit Terje Bjørnland und Tore Skjenstad (beide im Jahr 1984), mit Frank C. Pennington im Jahr 1985 sowie mit Peter F. Zagalsky im Jahr 1989.

## Mitgliedschaften
1962 wurde Haxo Fellow der American Association for the Advancement of Science. Daneben war er Mitglied der Phycological Society of America, der International Phycological Society und der American Society for Photobiology.

## Privates
Haxo heiratete 1946 Nan Bolander, mit der er zwei Kinder hatte. Sie ließen sich Mitte der 1950er Jahre wieder scheiden. Im Jahr 1961 heiratete er Judith McLaughlin. Aus dieser Ehe gingen drei Kinder hervor.
Haxo starb am 10. Juni 2010 in La Jolla an den Folgen einer Lungenentzündung.